# Ak-Kaja

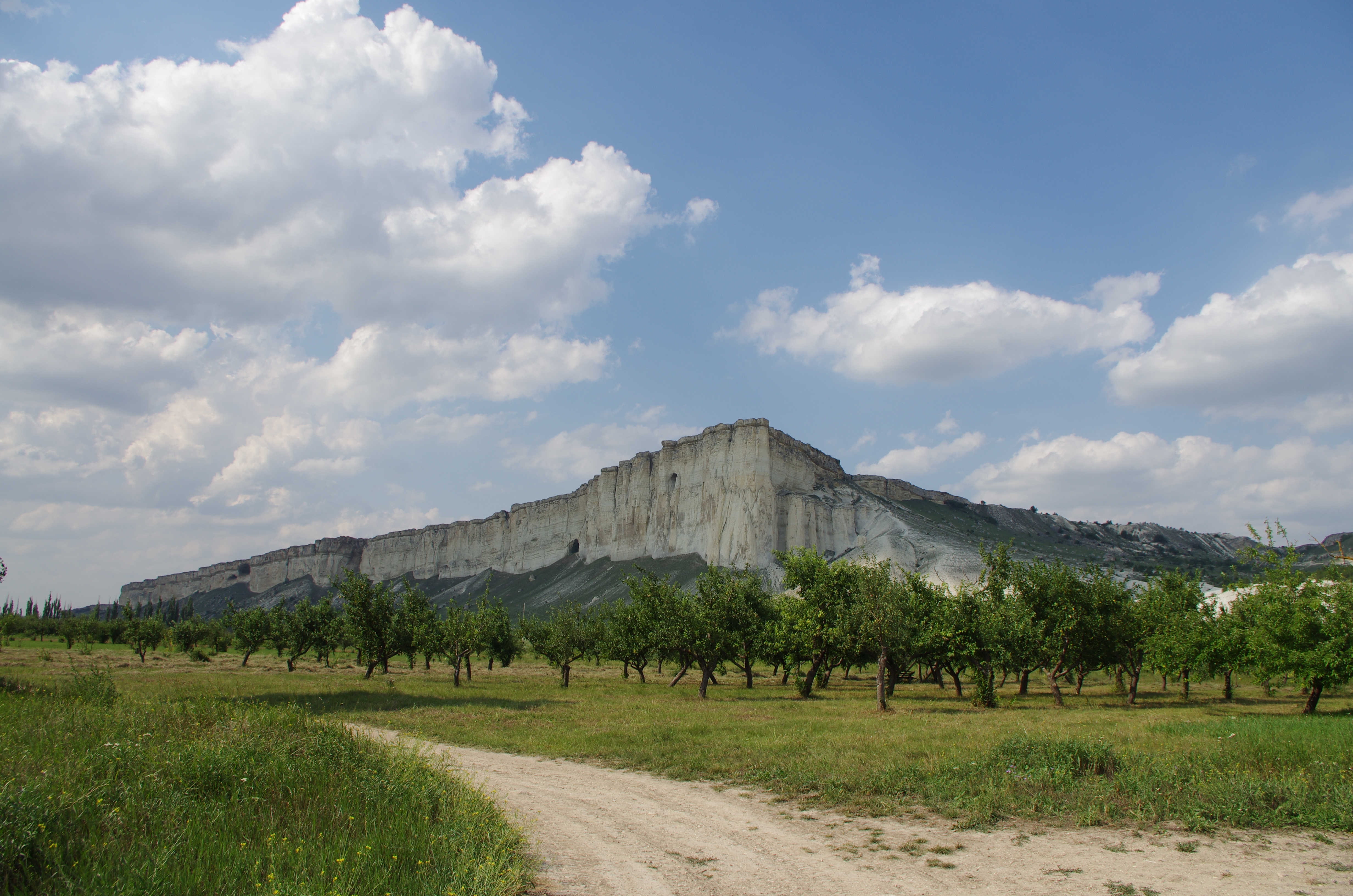
Góra Ak-Kaja w okresie letnim

Ak-Kaja (ukr. Ак-Кая, ros. Ак-Кая, krymskotat. Aq Qaya) – góra w południowej części Półwyspu Krymskiego, na Ukrainie, w pobliżu miejscowości Biłohirśk. Wznosi się na wysokość 343 m n.p.m., około 160 m nad korytem rzeki Bijuk-Karasu. Nazwa góry pochodzi z języka krymskotatarskiego i oznacza dosłownie białą skałę, co odnosi się do jasnej barwy warstw wapiennych budujących masyw. 

## Budowa geologiczna
Góra należy do obszaru Gór Krymskich zbudowanych ze zmetamorfizowanych utworów różnych okresów ery mezozoicznej. Ukształtowała się w orogenezie alpejskiej, podobnie jak Karpaty. Jest zbudowana z łupków, argilitów, wapieni. Zasoby mineralno-surowcowe masywu to różnorodne materiały budowlane: marmur, wapień budowlany, surowce do produkcji cementu. Na jej obszarze można znaleźć liczne skamieniałości numulitów – maksymalnie posiadających do 70 okręgów i o maksymalnej średnicy 7 cm. Skały wapniowe sprzyjają rozwojowi zjawisk krasowych i odpowiednich form (leje, jaskinie, polja i korytarze). Jaskinie uformowane w wapieniach różnią się nieco od krasowych jaskiń w gipsach na Podolu. W większości są one krótkie, głęboki, mają dużą objętość i są znacznej wysokości. Znajdujące się tu pieczary są śladem pobytu człowieka z epoki kamienia łupanego.

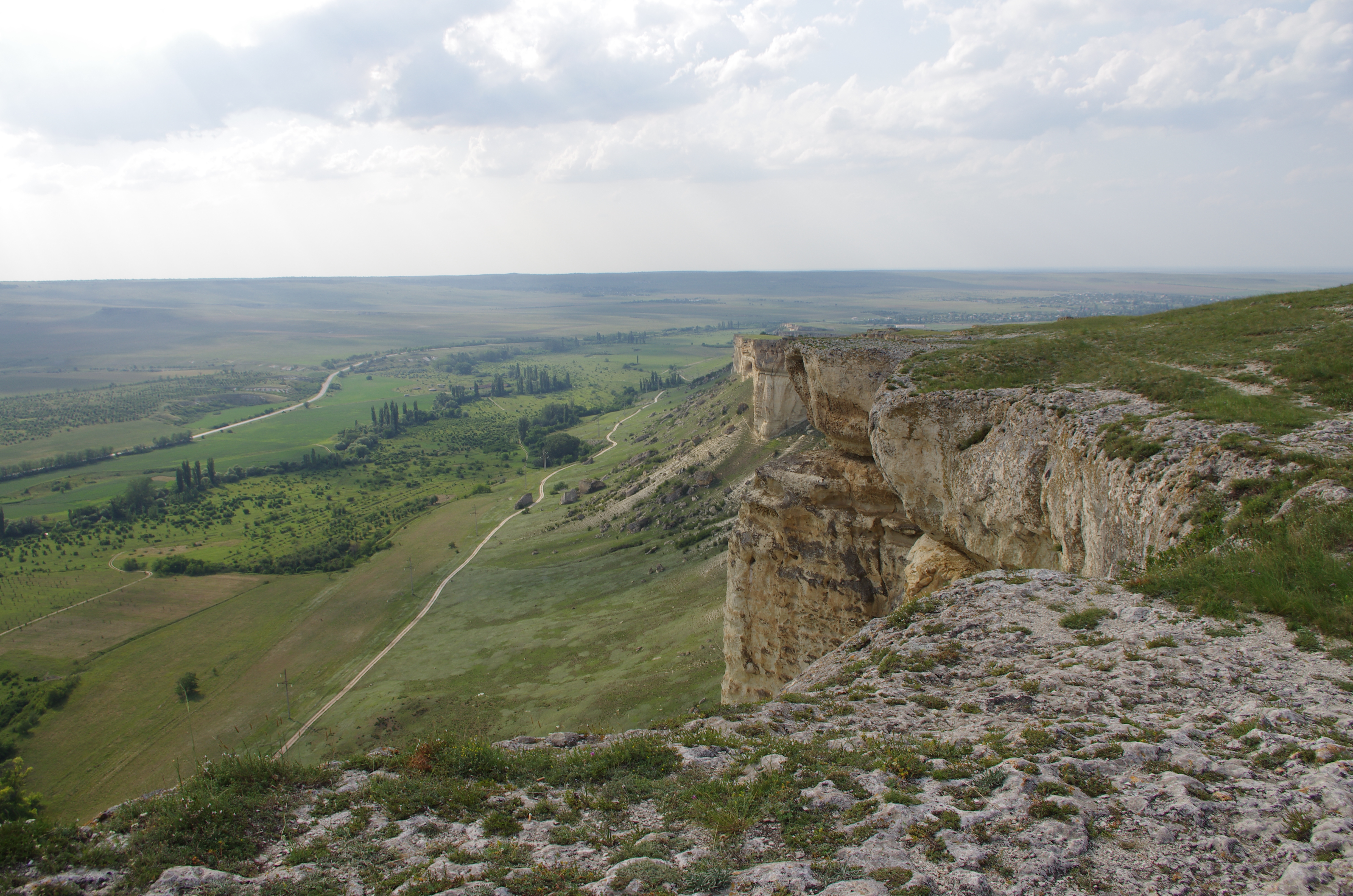
Widok ze szczytu Białej Skały

## Rzeźba terenu
Pasmo Gór Krymskich, które wyraźnie jest rozdzielone na trzy równoległe pasma (Pasmo Główne lub Południowe, Wewnętrzne oraz Zewnętrzne) jest przedzielone wydłużonymi śródgórskimi obniżeniami. Ak-Kaja należy do Pasma Zewnętrznego, którego średnia wysokość to 350 m n.p.m., a jego rozciągłość to ok. 114 km. Jest to niewysoki łańcuch podnoszący się ze stepu tworząc kuestę. Ak-Kaja zbudowana jest ze skał przeważnie wapiennych. Po stronie zachodniej jest wyraźna wychodnia skalna, a od strony wschodniej wznosi się łagodnie nachylonymi warstwami miękkich iłów i margli, gdzie stale oddziałują procesy erozji. Szczyt jest płaską formą grzbietową zwaną jajłem (co w języku tatarskim oznacza letnie pastwisko). Jajła to bezleśne wysoczyzny, które są pokryte trawą.